# هوتینگن ان در کیل
هوتینگن ان در کیل (به آلمانی: Hüttingen an der Kyll) یک شهر در آلمان است که در بیتبورگ-پروم واقع شده‌است.